# Jepon (plaats)
Jepon is een bestuurslaag in het regentschap Blora van de provincie Midden-Java, Indonesië. Jepon telt 10.291 inwoners (volkstelling 2010).